# Am Meilenstein
Am Meilenstein ist ein im südlichen Teil der Kernstadt von Limburg an der Lahn gelegenes Siedlungsgebiet.
Das Siedlungsgebiet entstand Anfang der 1960er Jahre als markante  Reihenhaussiedlung aus mehreren Reihenhausketten und einigen, wenigen Mehrfamilienhäusern, auch um neuen Wohnraum für deutsche Bevölkerung aus den deutschen Ostgebieten und aus Ostmittel-, Ost- und Südosteuropa zu schaffen, die während und nach Ende des Zweiten Weltkrieges in den Jahren 1945 bis 1950 in den Westen flohen.
Die Straßennamen des Siedlungsgebiets, Breslauer Straße, Danziger Straße, Dresdener Straße und Königsberger Straße sind eine Reminiszenz an den Gründungsgedanken für das Siedlungsgebiet. Namensgebend sowohl für eine Straße, als auch für das gesamte Siedlungsgebiet ist hingegen ein „Meilenstein“ an der B 8. Dieser ist ein denkmalgeschützter Stundenstein, der mit den Inschriften „IX Stunden von Coblenz 1789, XII Stunden von Franckfurt 1789“ die Reisezeiten entlang der Koblenz-Frankfurter Poststraße angab.